# Sorsk
Sorsk (en russe : Сорск) est une ville de la République de Khakassie, en Russie. Sa population s'élevait à 11 504 habitants en 2016.

## Géographie
Sorsk est arrosée par la rivière Sora et se trouve à 83 km au nord-ouest d'Abakan, capitale de la Khakassie, à 209 km à l'est de Novokouznetsk et à 3 295 km à l'est de Moscou.

## Histoire
En 1937, est découvert un gisement de molybdène sur la rivière Sora (Сора) ou Soria (Соря) et sa mise en exploitation commence peu après. En 1940, la cité minière de Dzerjinski — d'après Félix Dzerjinski — voit le jour. En 1966, elle est renommée Sorsk, un nom dérivé de la rivière Sora, et la commune urbaine accède au statut de ville.

## Population
Recensements (*) ou estimations de la population
| 1959*  | 1970*  | 1979*  | 1989*  | 2002*  |
| ------ | ------ | ------ | ------ | ------ |
| 11 092 | 10 605 | 12 232 | 15 130 | 13 313 |

| 2010*  | 2013   | 2014   | 2015   | 2016   |
| ------ | ------ | ------ | ------ | ------ |
| 12 143 | 11 706 | 11 496 | 11 485 | 11 504 |

## Économie
L'économie de Sorsk repose sur l'exploitation de ses gisements de molybdène, réalisés par les sociétés OAO Molibden (en russe : ОАО Молибден) et OOO Sorski GOK (ООО Сорский ГОК), qui produisent toutes deux des concentrés de molybdène et des concentrés de cuivre.